# Mysłowice (Sławoborze)
Mysłowice (deutsch Moitzelfitz) ist ein Dorf in der Woiwodschaft Westpommern in Polen. Es gehört zur Gmina Sławoborze (Landgemeinde Stolzenberg) im Powiat Świdwiński (Schivelbeiner Kreis).

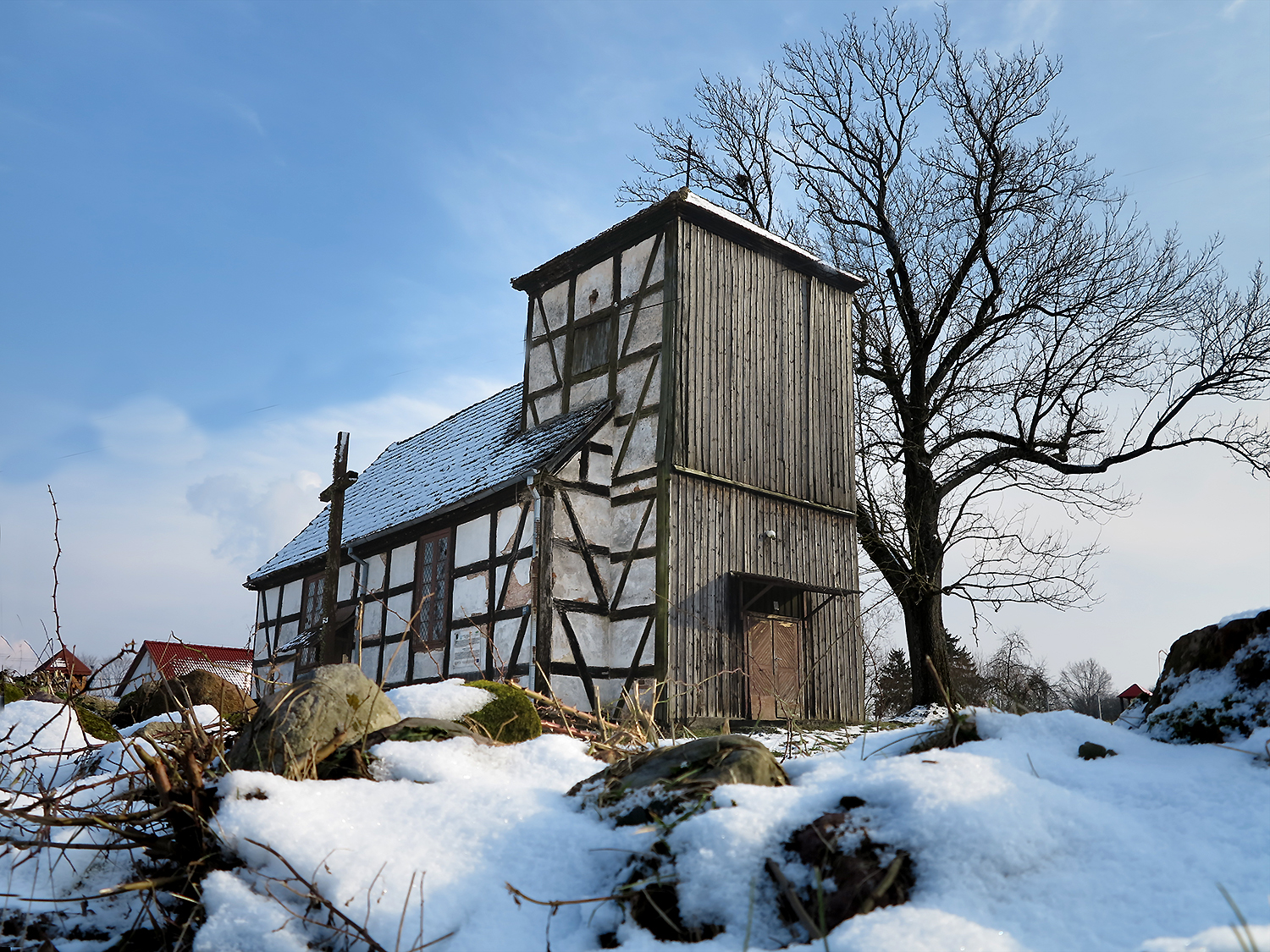
Dorfkirche (Aufnahme von 2013)

## Geographische Lage
Das Dorf liegt in Hinterpommern, etwa 90 km nordöstlich von Stettin und etwa 30 km südlich von Kołobrzeg (Kolberg).
Die nächsten Nachbarorte sind im Westen Powalice (Petershagen), im Süden Słowieńsko (Schlenzig), im Osten Sławoborze (Stolzenberg) und im Norden Drzeń (Dryhn). Nördlich des Dorfes fließt von Nordost nach Südwest der Molstowbach.

## Geschichte
Das Dorf wurde wohl im 14. Jahrhundert im  Herzogtum Pommern angelegt. Die ursprüngliche Siedlungsform ist die eines Angerdorfes. Später wurde sie zum Straßendorf verändert.
Auf der Großen Lubinschen Karte des Herzogtums Pommern von 1618 ist das Dorf als „Moistelvitz“ eingetragen. Überliefert ist, dass Moitzelfitz jedenfalls seit dem 17. Jahrhundert ein Lehen der adligen Familie von Blankenburg war. Im Jahre 1666 gehörte Moitzelfitz zusammen mit dem benachbarten Petershagen einem Peter von Blankenburg, im Jahre 1756 gehörten beide einem Peter Ludwig von Blankenburg. Später wurde Moitzelfitz in zwei Anteile geteilt. Zu den Besitzern von Moitzelfitz A gehörte George Heinrich von Blanckenburg († 1779), Landrat des benachbarten Kreises Schivelbein in der Neumark.
Im Jahre 1819 kamen beide Anteile von Moitzelfitz durch Kauf an einen Angehörigen der Familie von Arnim. Im Jahre 1841 kaufte ein Bürgerlicher namens Raddatz das Rittergut Moitzelfitz.
In der ersten Hälfte des 19. Jahrhunderts wurde die Separation zwischen Gutsherrschaft und Bauern durchgeführt. Dabei wurde nordöstlich des Dorfes in der Feldmark ein Aussiedlerhof („Abbau“) errichtet. Dieser wurde Ludwigskathen genannt, doch kam der Name zu Ende des 19. Jahrhunderts außer Gebrauch.
Im 19. Jahrhundert wurden zwei Vorwerke angelegt: Anfang des 19. Jahrhunderts etwa 2 Kilometer südlich von Moitzelfitz das Vorwerk Wedderwill, in den 1880er Jahren etwa 2 Kilometer östlich das Vorwerk Schönau. Beide Vorwerke wurden um 1890 vom Gut Moitzelfitz gelöst und verkauft.
Noch vor dem Ersten Weltkrieg wurde das Rittergut Moitzelfitz in mehr als 20 neugeschaffene Bauernstellen aufgeteilt („versiedelt“). Daneben verblieb ein sogenanntes Restgut.
Nach der Separation bestanden zunächst die Landgemeinde Moitzelfitz und der Gutsbezirk Moitzelfitz nebeneinander. Nach der Aufsiedlung des Gutes, nach 1910, wurde der Gutsbezirk in die Landgemeinde eingegliedert. Die Landgemeinde Moitzelfitz gehörte bis 1945 zum Kreis Kolberg-Körlin der preußischen Provinz Pommern. Zur Gemeinde Moitzelfitz gehörten neben dem Dorf Moitzelfitz die Wohnplätze Schönau und Wedderwill.
1945 kam Moitzelfitz, wie ganz Hinterpommern, an Polen. Die Bevölkerung wurde vertrieben. Der Ortsname wurde als „Mysłowice“ polonisiert.

## Entwicklung der Einwohnerzahlen
- 1816: 196[2]
- 1864: 392[2]
- 1871: 363[2]
- 1885: 322[2]
- 1895: 411[2]
- 1919: 524[2]
- 1937: 551[2]

## Kirche
Die Dorfkirche ist ein einfacher Fachwerkbau vom Ende des 18. Jahrhunderts.
Bis 1945 war Moitzelfitz eine Filialgemeinde von Petershagen und gehörte damit zur Kirchenprovinz Pommern der evangelischen Kirche der Altpreußischen Union.

## Söhne und Töchter des Ortes
- Harry von Arnim (1824–1881), deutscher Diplomat, Botschafter in Paris bis 1874